# Ottsjön, Medelpad
Ottsjön är en sjö i Sundsvalls kommun i Medelpad och ingår i Selångersåns huvudavrinningsområde. Sjön har en area på 0,0554 kvadratkilometer och ligger 125,3 meter över havet. Sjön avvattnas av vattendraget Ottsjöbäcken.

## Delavrinningsområde
Ottsjön ingår i det delavrinningsområde (692273-157385) som SMHI kallar för Ovan Sticksjöbäcken. Medelhöjden är 98 meter över havet och ytan är 12,93 kvadratkilometer. Det finns inga avrinningsområden uppströms utan avrinningsområdet är högsta punkten. Ottsjöbäcken som avvattnar avrinningsområdet har biflödesordning 2, vilket innebär att vattnet flödar genom totalt 2 vattendrag innan det når havet efter 5,8 kilometer. Avrinningsområdet består mestadels av skog (61 procent), öppen mark (12 procent) och jordbruk (16 procent). Avrinningsområdet har 0,05 kvadratkilometer vattenytor vilket ger det en sjöprocent på 0,4 procent. Bebyggelsen i området täcker en yta av 0,75 kvadratkilometer eller 6 procent av avrinningsområdet.